# 東みよし町

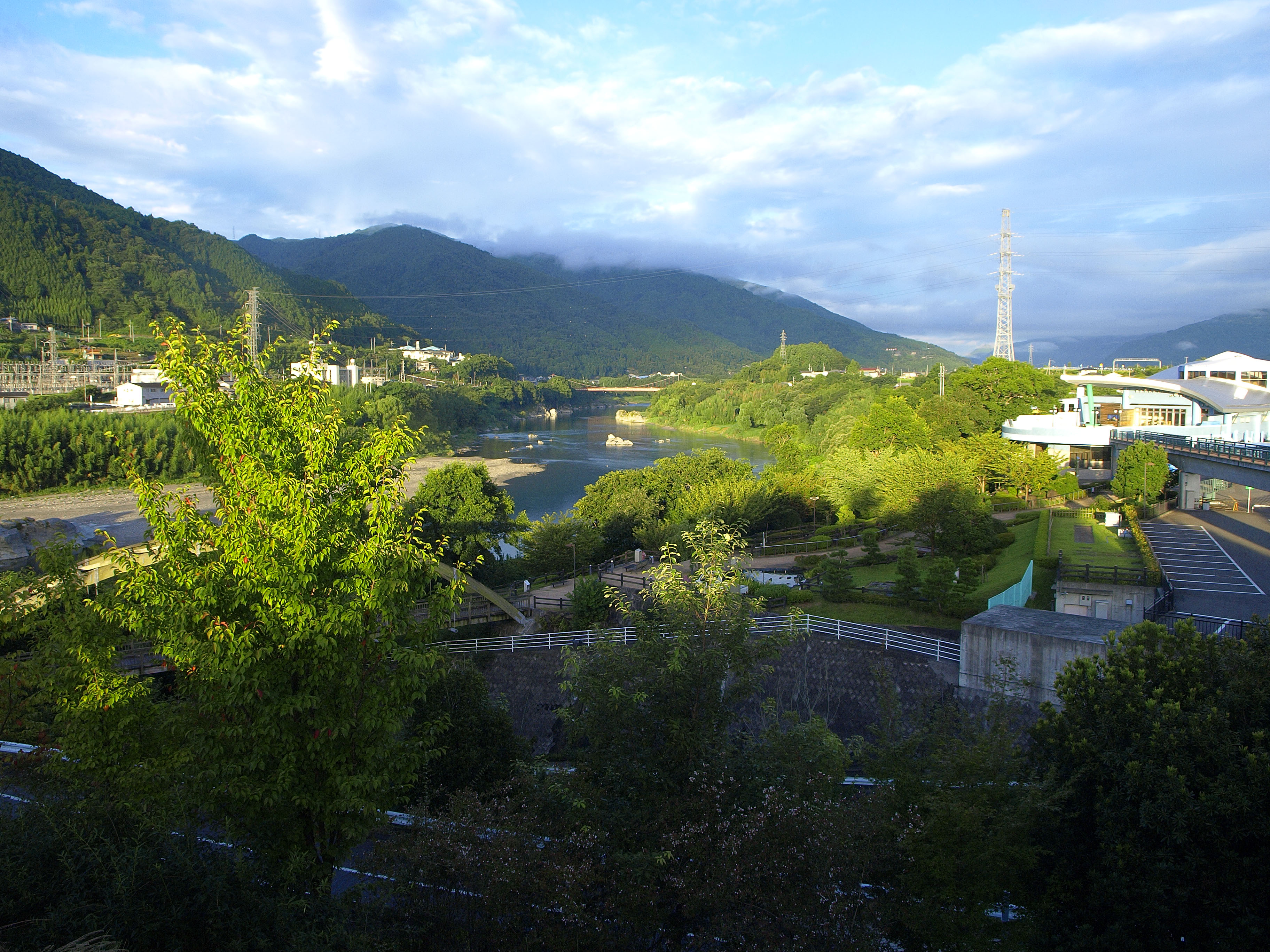
吉野川SAから見る吉野川と吉野川ハイウェイオアシス

東みよし町（ひがしみよしちょう）は、徳島県の西部に位置する町。北には阿讃山脈、南には四国山地の山々を有し、中央部を吉野川が流れる。

## 地理
2006年（平成18年）3月1日に旧三好町と旧三加茂町が合併して誕生した。吉野川中流地域の対岸に位置する旧2町が「三三（さんさん）大橋」によって結びついている。
吉野川北岸側に四国縦貫自動車道（徳島自動車道）及び主要地方道鳴門池田線、南岸側にJR徳島線および国道192号がある。北部の旧三好町側にはETC専用のスマートインターチェンジが併設されている「吉野川ハイウェイオアシス」などがある。この吉野川ハイウェイオアシスによって四国四県の県庁所在地へ1時間30分以内に移動することが可能となった。また、南部の旧三加茂町側には国の特別天然記念物の「加茂の大クス」などがある。
徳島県の西部の山間地域には急峻な斜面が多く、カヤをすき込む土壌流出防止法や独特な農具の利用など特徴的な急傾斜地農耕が継承されており、「にし阿波の傾斜地農耕システム」として東みよし町を含む地域が2018年3月に国連食糧農業機関（FAO）から世界農業遺産に認定された。
- 山：火打山(1422m)、風呂塔(1401m)、日ノ丸山(1240m)
- 峠：東山峠(677m)、桟敷峠(1056m)、六地蔵峠(963m)
- 河川：吉野川、黒川原谷川、小川谷川、加茂谷川、大藤谷川、山口谷川、猪ノ谷川
- 滝：土々呂の滝（滝壺側はつるぎ町）
- 国土調査による三好市との境界変更により面積に変更あり。122.58km2→122.55km2

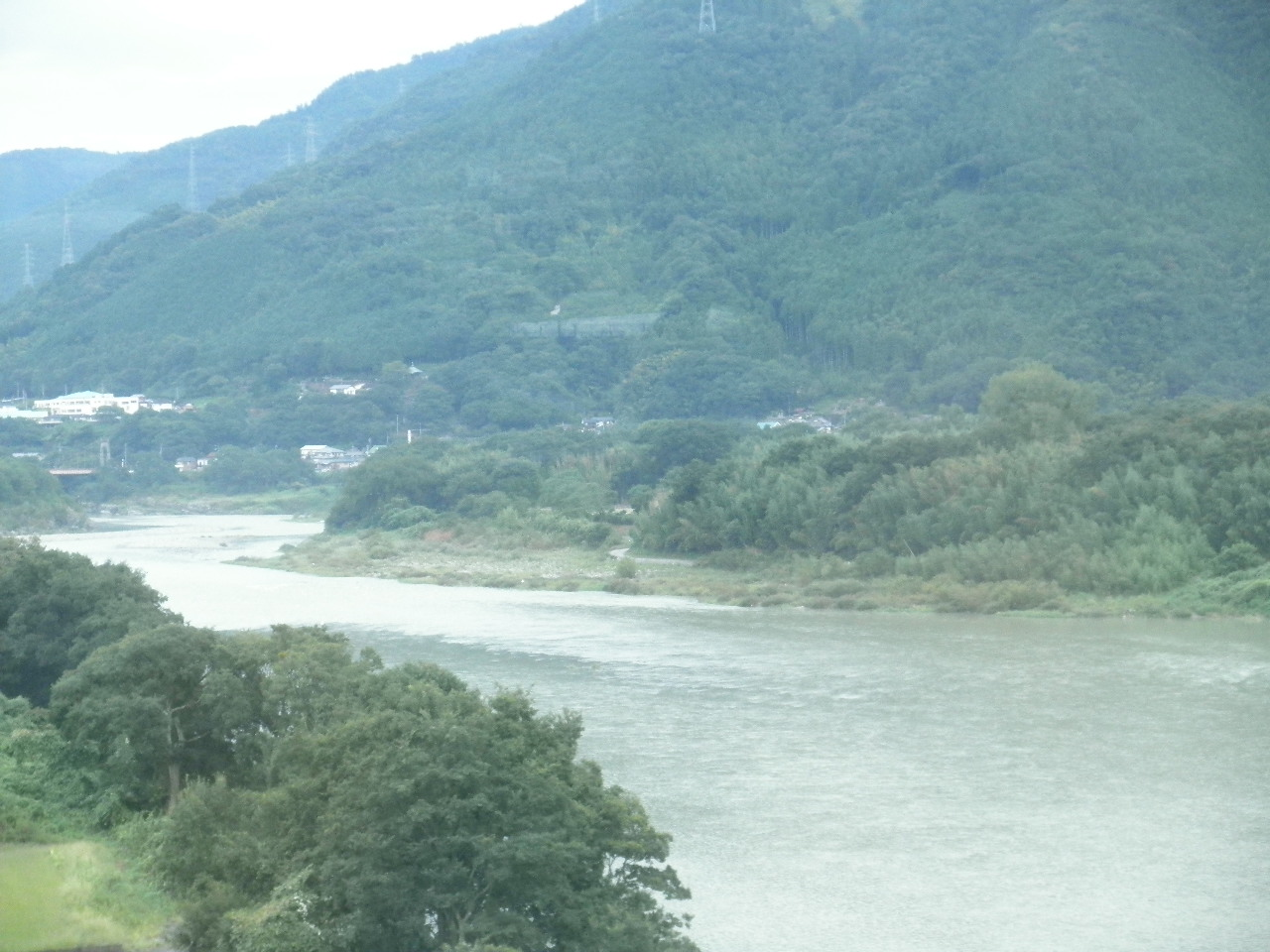
吉野川

## 歴史

### 沿革
- 2006年（平成18年）3月1日 - 三好町・三加茂町が合併して発足。

### 合併に至る経緯
- 2002年（平成14年）2月、（当時の）三好郡6町2村で「三好郡合併問題研究会」を設立した。しかし、小さな枠組みを望む東部4町と、大きな枠組みを望む西部2町2村の隔たりは大きく、三好郡全体の合併に向けた法定の合併協議会を設立することは出来なかった。この時点で、東部の井川町は合併の枠組みに関して明言を避けていた。西部の西祖谷山村も同様である。
- 2003年（平成15年）7月、三好郡西部2町2村が、井川町の合流による市制を望み「市制を目指す協議会」を発足。しかし、井川町が東部の枠組みを選択したため西部中心の市制は不可能になり、「市制を目指す協議会」は解散した。合併の枠組みは、「東部4町」と「西部2町2村」で確定し、それぞれ法定の合併協議会を設立して協議を進めることになった。「西部」では、「東部」と「西部」がそれぞれ合併した後に、「東部」に「西部」が合流する再合併を求める声もあった。
- 2004年（平成16年）9月、「西部2町2村」では人口の6割以上を占める池田町への一極集中を懸念する声が山城町・西祖谷山村で強まる。山城町で「西部」からの離脱へ向けた動きが出始める。この直後、「東部」の井川町議会で、財政格差や公共下水道事業を理由に「東部」からの離脱を可決。井川町の離脱表明を受け、同じく「東部」の三野町も同合併協議会での協議を凍結。この2町の動きを受け、山城町の動きは沈静化した。
- 2004年（平成16年）11月、「東部」から井川町・三野町が離脱し、「西部」に加入。「西部」は4町2村で協議を継続。「東部」も協議会を解散せず、2町で協議を継続。以上により、東部2町、西部4町2村の枠組みとなった。

### 町名、字名の扱いの変更
東みよし町の発足により、町名、字名は次のように変更される。
- 三好町大字□□ → 東みよし町□□
- 三加茂町□□ → 東みよし町□□

## 行政

### 町長
- 松浦敬治（2018年4月16日就任、1期目）

| 代     | 氏名     | 就任日        | 退任日        | 備考         |
| ------ | -------- | ------------- | ------------- | ------------ |
| 初-3代 | 川原義朗 | 2006年4月16日 | 2018年4月15日 | 旧三加茂町長 |
| 4-5代  | 松浦敬治 | 2022年4月16日 | 現職          |              |

## 議会

### 町議会
- 定数：14人
- 任期：2022年4月16日 - 2026年4月15日
- 議長：
- 副議長：

### 衆議院
- 選挙区：徳島2区（鳴門市、吉野川市、阿波市、美馬市、三好市、板野郡、美馬郡、三好郡）
- 任期：2021年10月31日 - 2025年10月30日
- 投票日：2021年10月31日
- 当日有権者数：260,655人
- 投票率：50.99％

| 当落 | 候補者名   | 年齢 | 所属党派   | 新旧別 | 得票数   | 重複 |
| ---- | ---------- | ---- | ---------- | ------ | -------- | ---- |
| 当   | 山口俊一   | 71   | 自由民主党 | 前     | 76,879票 | ○    |
|      | 中野真由美 | 50   | 立憲民主党 | 新     | 43,473票 | ○    |
|      | 久保孝之   | 58   | 日本共産党 | 新     | 8,851票  |      |

## 産業
- 平成12年度の産業別の就業者比率をみると、第三次産業(54.7%), 第二次産業(33.2%), 第一次産業(12.0%) となっている。産業別で見ると、近年大型量販店の進出によりサービス業、建設業、卸・小売業に従事する割合が多く、基幹的産業である農業、林業は年々割合が減少してきている。

## 地域

### 人口
| |                                            |  |
| 東みよし町と全国の年齢別人口分布（2005年） | 東みよし町の年齢・男女別人口分布（2005年） |  |
| ■紫色 ― 東みよし町 ■緑色 ― 日本全国 | ■青色 ― 男性 ■赤色 ― 女性                  |  |
| 東みよし町（に相当する地域）の人口の推移 \| 1970年（昭和45年） \| 16,176人 \| \| \| 1975年（昭和50年） \| 15,520人 \| \| \| 1980年（昭和55年） \| 15,610人 \| \| \| 1985年（昭和60年） \| 15,827人 \| \| \| 1990年（平成2年） \| 15,908人 \| \| \| 1995年（平成7年） \| 15,993人 \| \| \| 2000年（平成12年） \| 16,199人 \| \| \| 2005年（平成17年） \| 15,626人 \| \| \| 2010年（平成22年） \| 15,044人 \| \| \| 2015年（平成27年） \| 14,638人 \| \| \| 2020年（令和2年） \| 13,622人 \| \| |                                            |  |
| 総務省統計局 国勢調査より |                                            |  |
| 1970年（昭和45年） | 16,176人                                   |  |
| 1975年（昭和50年） | 15,520人                                   |  |
| 1980年（昭和55年） | 15,610人                                   |  |
| 1985年（昭和60年） | 15,827人                                   |  |
| 1990年（平成2年） | 15,908人                                   |  |
| 1995年（平成7年） | 15,993人                                   |  |
| 2000年（平成12年） | 16,199人                                   |  |
| 2005年（平成17年） | 15,626人                                   |  |
| 2010年（平成22年） | 15,044人                                   |  |
| 2015年（平成27年） | 14,638人                                   |  |
| 2020年（令和2年） | 13,622人                                   |  |

### 教育

#### 中学校
- 東みよし町立三好中学校
- 東みよし町立三加茂中学校

#### 小学校
- 東みよし町立三庄小学校
- 東みよし町立加茂小学校
- 東みよし町立足代小学校
- 東みよし町立昼間小学校
- 西庄小学校（2010.3休校）
- 絵堂小学校（2011.3休校）
- 東山小学校（2011.3休校） ※2012.3月より町内旧廃校の展示、イベント施設「旧交館」として開館
- 大藤小学校（休校）
- 毛田小学校（廃校）
- 増川小学校（廃校） ※宿泊交流施設「増川笑楽耕」として開館

#### 幼稚園
- 三庄幼稚園
- 加茂幼稚園
- 足代幼稚園(2022.4 - 休園) みのだ乳児園に統合
- 昼間幼稚園(2022.4 - 休園) みのだ乳児園に統合
- 西庄幼稚園(2009.4 - 休園)
- 絵堂幼稚園(2008.4 - 休園)
- 東山幼稚園(2009.4 - 休園)

#### 保育園
- みかも保育所(町立)
- みのり乳児園(民間)
- みのだ乳児園(民間)

#### 児童館・児童クラブ
- 三庄児童クラブ
- 加茂児童クラブ
- 足代児童クラブ
- 昼間児童クラブ

#### その他
- 三加茂自動車学校

## 交通

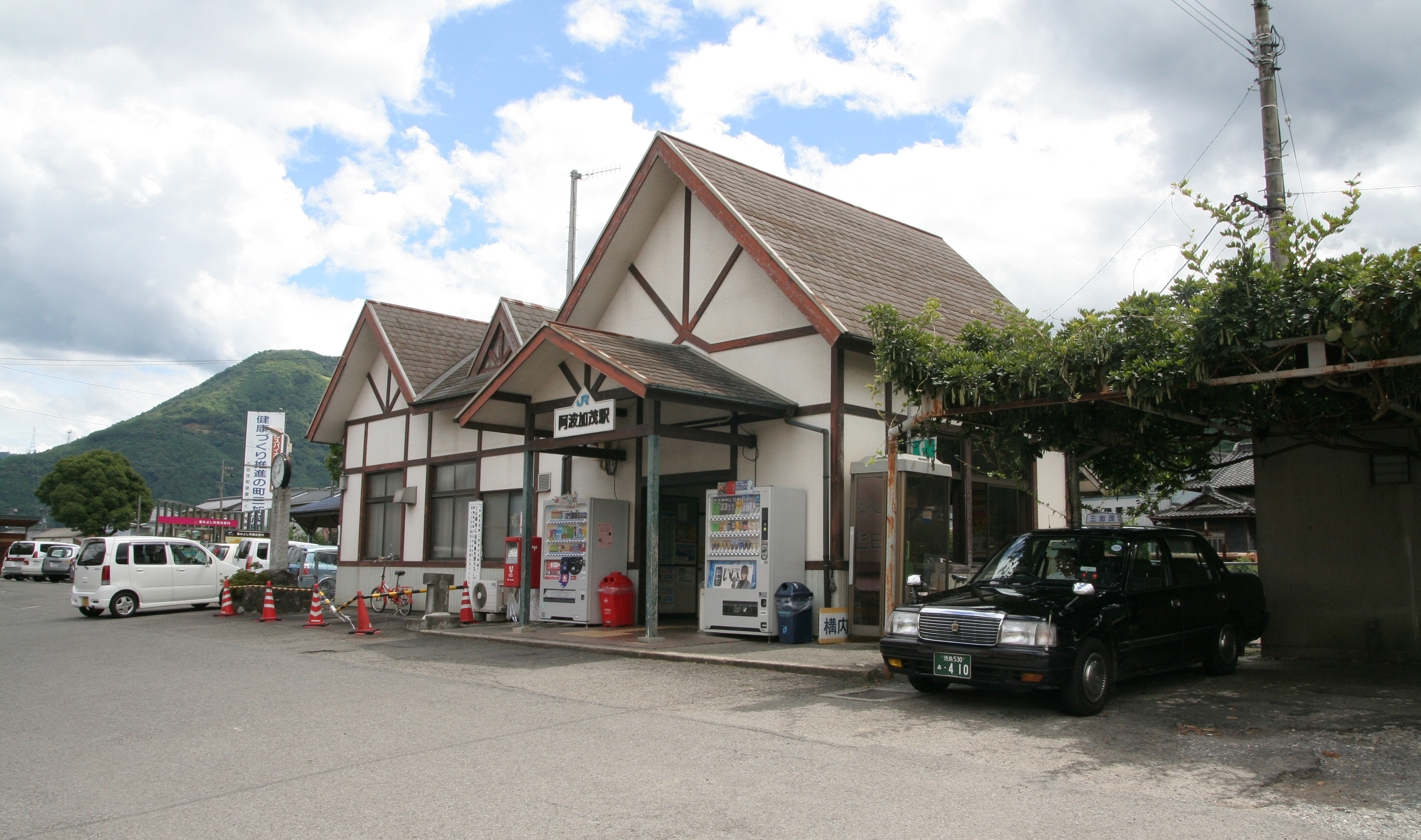
阿波加茂駅

### 鉄道路線
- 四国旅客鉄道（JR四国）
  - 徳島線：阿波加茂駅 - 三加茂駅 - 江口駅
  - 三加茂駅は2両分しかホームがないため、3両目以降の車両は乗降できないので注意が必要。
  - 駅は全て旧三加茂町内。土讃線も通っている（旧三好町内）が、町内に駅はない。
- 中心となる駅：阿波加茂駅

### 路線バス
- 江口駅 - 三好市三野町東川原：三野交通
- 江口駅 - 三好市三野町松尾橋：三野交通
- 東みよし町西庄 - 阿波池田駅（三好市）：四国交通
- 東みよし町役場 - 昼間・足代 - 阿波池田駅：東みよし町営バス

#### 高速バス
- 吉野川SA(松山・高知・池田 - 三好バスストップ - 徳島・神戸・大阪・京都)路線詳細

### 道路

#### 高速道路
- 徳島自動車道

（三好市） - 吉野川SA（ETC専用インターチェンジ、6時 - 22時、車長12m以下） - （美馬市）

#### 一般国道
- 国道192号

#### 都道府県道
- 徳島県道4号丸亀三好線
- 徳島県道12号鳴門池田線
- 徳島県道44号三加茂東祖谷山線

#### 農道
- 阿讃西部広域農道
- 阿讃三好広域農道

#### 市町村道
- 東みよし町道光下新町線

## 観光地

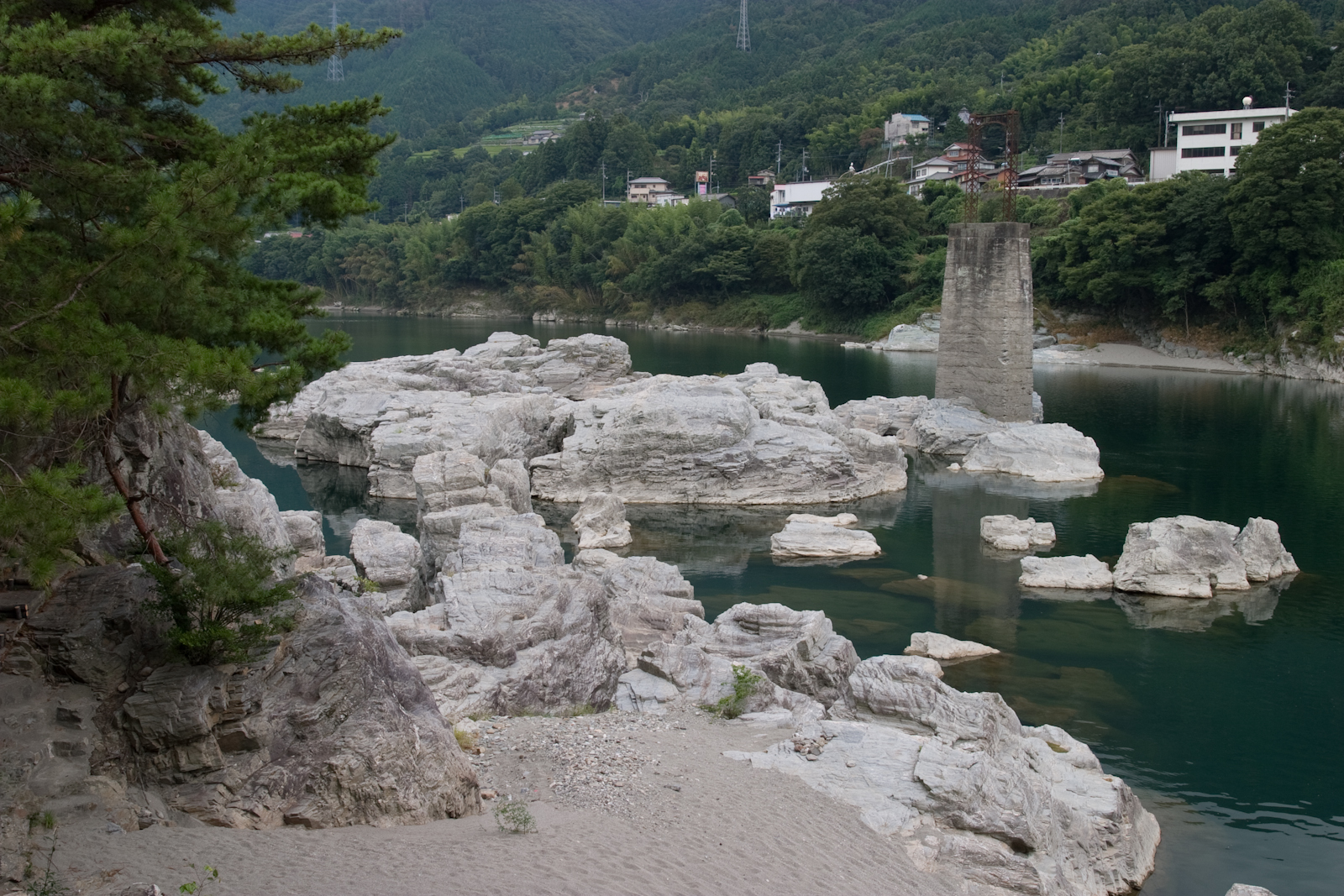
美濃田の淵

### 公共施設
- 東みよし町立体育館
- 東みよし町町民柔剣道場
- 阿讃サーキット - 四国唯一の公認サーキット。

### 名所
- 加茂の大クス - 樹齢1000年余、国の特別天然記念物。
- 美濃田の淵
- 吉野川ハイウェイオアシス - 徳島自動車道。
- 十輪寺の滝

### 公園
- 水の丸ふれあい公園 - 四国八十八景選定。
- ゆめりあ34
- ぶぶるパークみかも
- 加茂農村公園

### 社寺・史跡
- 天椅立神社
- 天戸八坂神社
- 金丸八幡神社 - 県指定無形民俗文化財。
- 鴨神社
- 五滝神社
- 十輪寺 - 端四国八十八箇所霊場第七十二番札所。
- 加茂不動院 - 四国三十六不動霊場第7番札所。
- 長善寺 - 四国三十六不動霊場第8番札所。
- 願成寺 - 新四国曼荼羅霊場第65番札所。
- 林下寺（お花大権現）
- 舞寺
- 瑠璃光寺
- 丹田古墳

## 著名な出身者
（旧三加茂町）
- 田岡一雄（三代目山口組組長）
- 桂七福（落語家）
- 喜多喜久（小説家）
- 鈴木愛（プロゴルファー）

（旧三好町）
- 宮内仁一（元プロ野球選手・阪神タイガース）
- 佐々木麻衣（タレント・グラビアアイドル）　東みよし町親善大使(2016年1月24日就任)

（不明）
- 白川恵翔（プロ野球選手・SSGランダース）